# Jan Brunius
Jan Axel Brunius, född 11 september 1930, död 22 april 2019 i Visby, var en svensk museiman.
Jan Brunius var son till banktjänstemannen Hakon Brunius och Margareta Öberg. Han studerade konsthistoria och tog en kandidatexamen på Stockholms högskola 1953. Han arbetade på Nordiska museet i Stockholm 1954–1959 och på Röhsska museet 1959–1987, varav som museichef 1972–1987. Han blev därefter förste intendent på Gotlands fornsal och föreståndare för det då nyöppnade Gotlands konstmuseum från 1988.
Brunius är begravd på Norra kyrkogården i Visby.